# Veronika (Raiven-dal)
A Veronika a szlovén Raiven dala, mellyel Szlovéniát képviselte a 2024-es Eurovíziós Dalfesztiválon Malmőben. A dal belső kiválasztás során nyerte el a dalversenyen való indulás jogát.

## Eurovíziós Dalfesztivál
2023. december 12-én a Radiotelevizija Slovenija bejelentette, hogy az énekesnő képviseli Szlovéniát az Eurovíziós Dalfesztiválon, mely azt jelenti, hogy az előző verseny után sorozatban másodszor nem rendeztek az országban nemzeti válogatóműsort. A dalt a videoklippel együtt 2024. január 20-án mutatták be a TV Slovenija 1 Misija Malmö című műsorban.
A dalt először a május 7-én rendezendő első elődöntőben fellépési sorrendben kilencedikként adták elő, a Németországot képviselő Isaak Always on the Run című dala után és a Finnországot képviselő Windows95man No Rules! című dala előtt. Az elődöntőből kilencedik helyezettként továbbjutott a május 11-i döntőbe, ahol fellépési sorrendben huszonkettedikként lépett fel, a Svájcot képviselő Nemo The Code című dala után és a Horvátországot képviselő Baby Lasagna Rim Tim Tagi Dim című dala előtt. A zsűri szavazáson a huszonkettedik helyen végzett 15 ponttal, míg a nézői szavazáson a huszonegyedik helyen végzett 12 ponttal, így összesítésben 27 ponttal a verseny huszonharmadik helyezettje lett.
A következő szlovén induló Klemen How Much Time Do We Have Left? című dala volt a 2025-ös Eurovíziós Dalfesztiválon.

## Háttér
Raiven, amikor ikonikus nők sorsát kutatta, Veronika Deseniška történetéből vett inspirációt a dalhoz. Deseniška egy rejtélyes női alak volt a szlovén történelemben, akinek a megértése miatt Raiven visszavonult a valóságból egy nyugodtabb, belső világba. Az előadó úgy gondolja, hogy a dalt nem lett volna szükséges elkészíteni angolul, ugyanis a teljes történetet és az érzelmeket úgy tudja a leghitelesebben átadni, ha az szlovénül hangzik el.

## Galéria

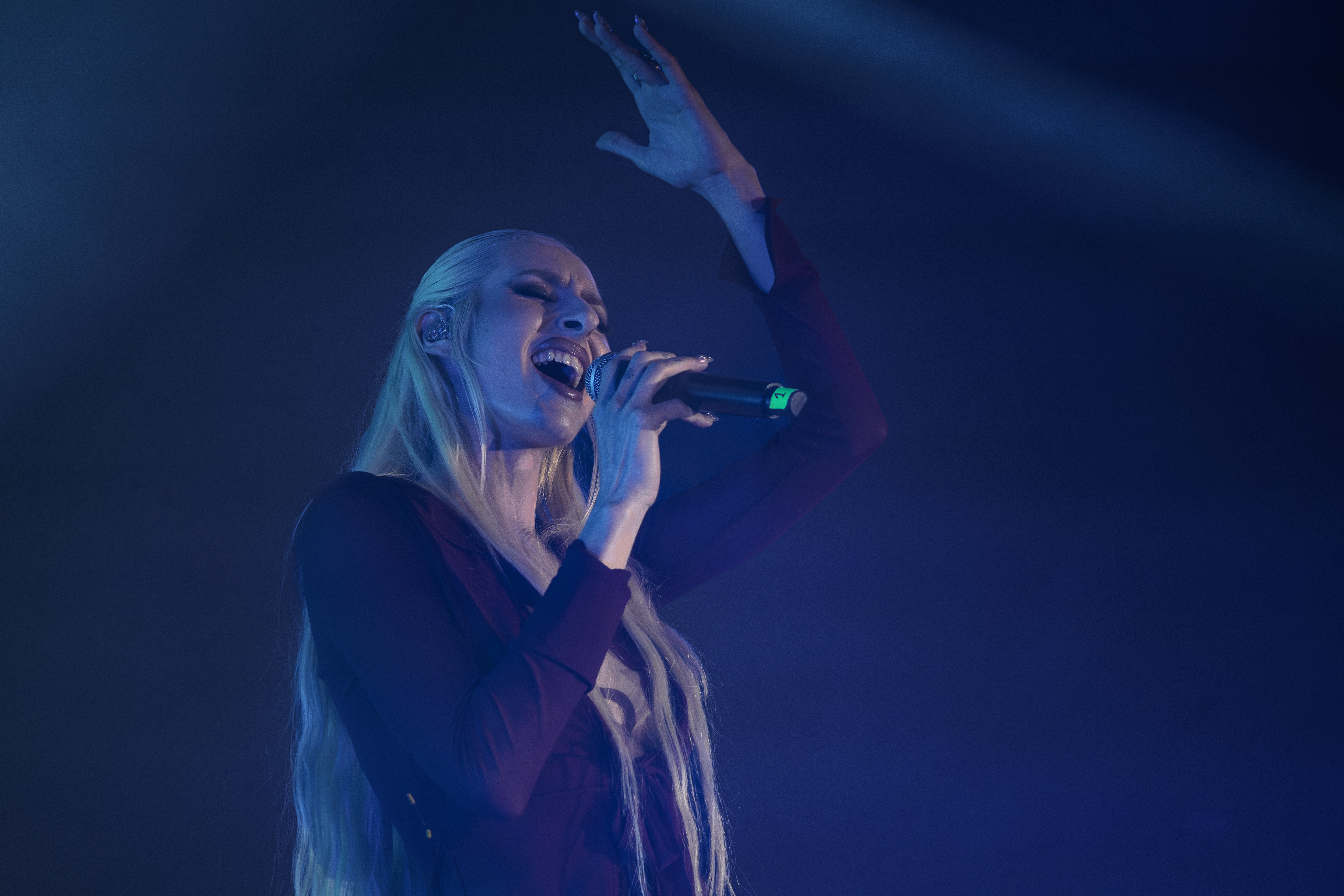
A madridi Eurovíziós partin
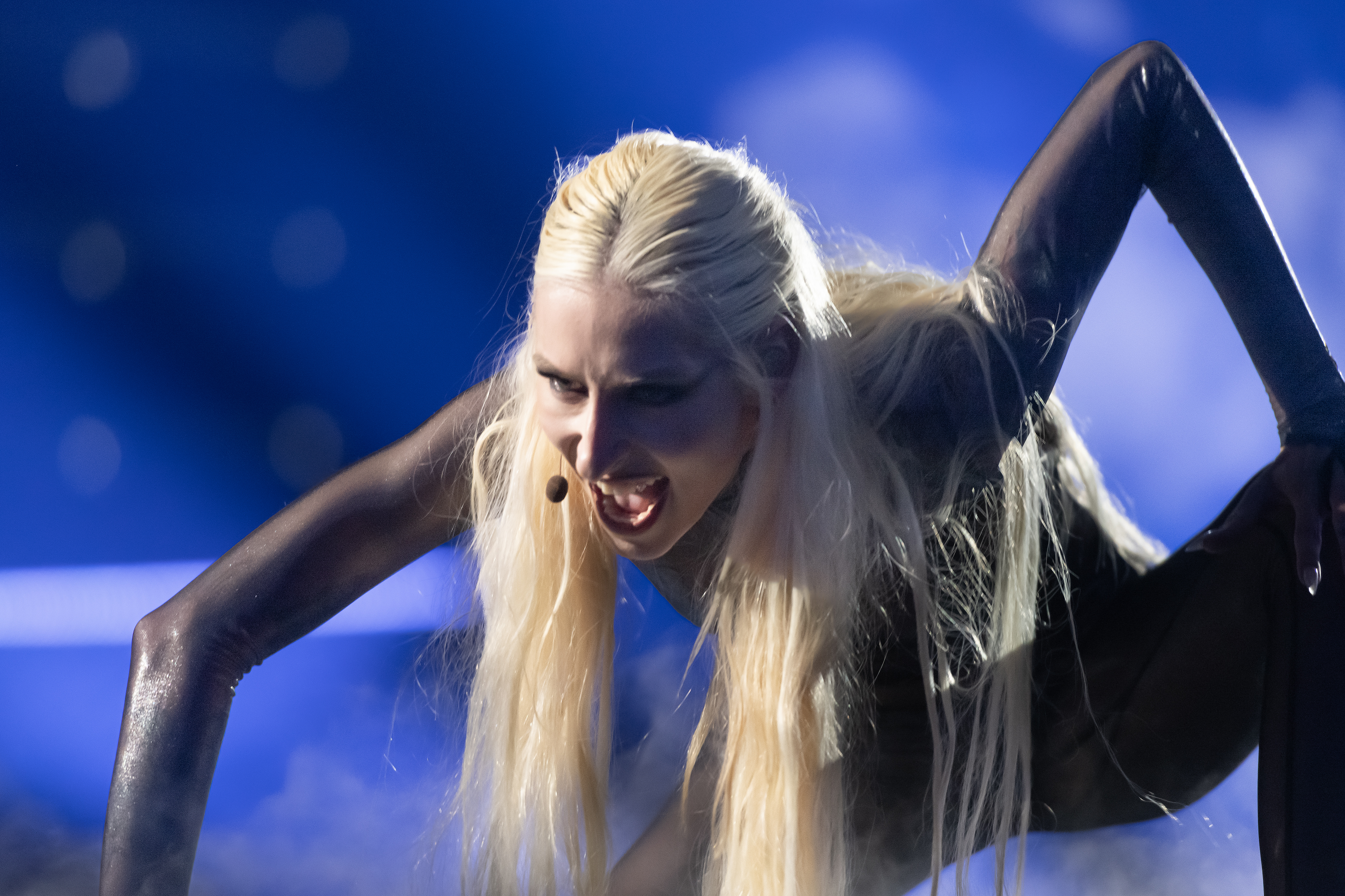
Az elődöntőben
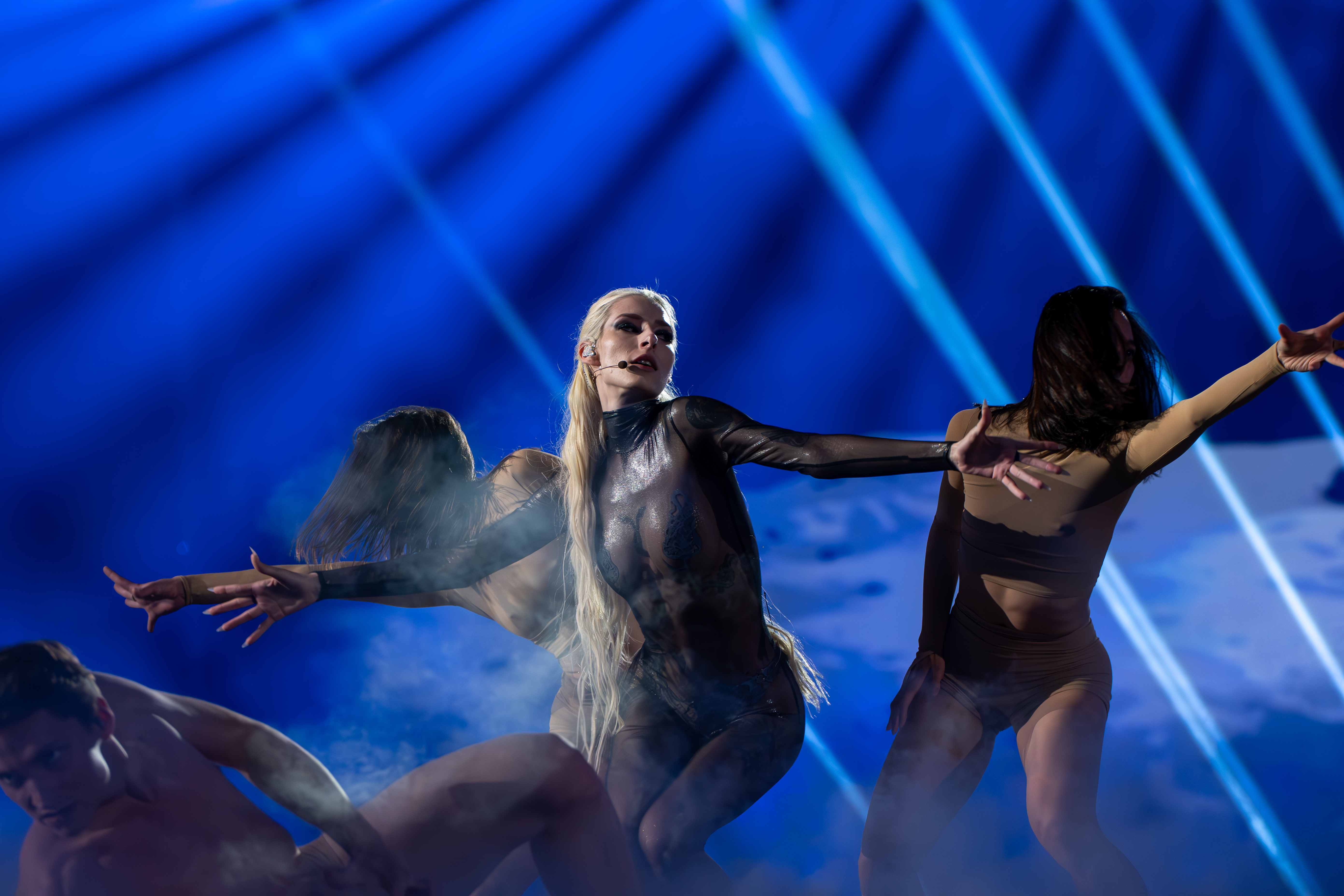
A döntőben